# Пешков, Максим Александрович
Макси́м Алекса́ндрович Пе́шков (род. 30 июня 1950) — советский и российский дипломат. Чрезвычайный и полномочный посол (2005).

## Биография
Окончил МГИМО МИД СССР (1972) и Дипломатическую академию МИД России (1999). На дипломатической работе с 1972 года.
- В 1972—1974 годах — сотрудник консульства в Реште (Иран).
- В 1974—1978 годах — сотрудник посольства СССР в Иране.
- В 1981—1985 годах — сотрудник посольства СССР в Афганистане.
- В 1991—1992 годах — первый секретарь, советник посольства России в Афганистане.
- С июля 1994 по февраль 1998 года — заведующий отделом, заместитель директора Третьего Департамента Азии МИД России.
- В 1996 году — руководитель миссии содействия по таджикскому урегулированию.
- С февраля 1998 по июнь 2000 года — заместитель директора Третьего Департамента стран СНГ МИД России.
- С 8 июня 2000 по 23 мая 2005 года — чрезвычайный и полномочный посол Российской Федерации в Таджикистане[1][2].
- С июня 2005 по 2012 год — директор Третьего Департамента стран СНГ МИД России.
- С ноября 2006 по 2012 год — член коллегии МИД России.
- С 20 февраля 2012 по 26 июля 2017 года — чрезвычайный и полномочный посол Российской Федерации в Ирландии[3].

## Семья
- Максим Пешков — правнук Максима Горького[4].
- Родители — народный артист РСФСР Александр Константинович Граве (1920—2010) и внучка Максима Горького, актриса Московского Академического Театра имени Вахтангова Дарья Максимовна Пешкова (1927—2023).
- Женат, имеет сына[5].

## Награды
- Медаль ордена «За заслуги перед Отечеством» II степени (1 июля 1997) — За активное участие в решении вопросов межтаджикского урегулирования[6].
- Знак отличия «За безупречную службу» XXX лет (13 ноября 2005) — За заслуги в реализации внешнеполитического курса Российской Федерации и многолетнюю плодотворную работу[7].
- Орден Дружбы (16 декабря 2009) — За большой вклад в реализацию внешнеполитического курса Российской Федерации, многолетнюю безупречную дипломатическую службу[8].
- Орден Дружбы (Таджикистан) (август 2005)[9].

## Дипломатический ранг
- Чрезвычайный и полномочный посланник 2 класса (10 декабря 1995)[10].
- Чрезвычайный и полномочный посланник 1 класса (8 августа 2000)[11].
- Чрезвычайный и полномочный посол (5 марта 2005)[12].